# Elwan
Elwan — седьмой студийный альбом туарегской группы пустынного блюза Tinariwen, выпущенный 10 февраля 2017 года на лейбле Anti Records/Epitaph Records.
Название означает «слоны» на тамашекском языке, и этот термин используется как метафора ополченцев и корпораций, которые вытаптывают хрупкие природные и человеческие экосистемы пустыни. Альбом был частично записан в Национальном парке Джошуа-Три (США) с дополнительными записями в Париже (Франция) и М’хамед Эль Гизлане (Марокко). В альбоме приняли участие Мэтт Суини, Курт Вайл, Марк Ланеган и Ален Йоханнес.
Альбом получил положительные отзывы критиков. AllMusic назвал Elwan одним из лучших альбомов 2017 года.

## История
Для записи своего седьмого альбома Elwan Tinariwen воссоединились с продюсером Патриком Вотаном, который также работал над драматическим Emmaar 2014 года. Незадолго до выхода Emmaar группа была изгнана из Мали, спасаясь от воинствующего исламистского режима Ансар Дайн, который осуждал популярную музыку как «музыку Сатаны». Поскольку их родина все ещё находится в состоянии конфликта, этот альбом стал вторым случаем, когда изгнанные музыканты не смогли записаться на родной земле.
Альбом, как и его предшественник Emmaar, был частично записан в Национальном парке Джошуа-Три (США) с дополнительными записями в Париже (Франция) и М’хамед Эль Гизлане (Марокко). В альбоме приняли участие Мэтт Суини, Курт Вайл, Марк Ланеган и Ален Йоханнес.

## Отзывы
| Совокупная оценка | Совокупная оценка |
| Источник          | Оценка            |
| ----------------- | ----------------- |
| Metacritic        | 86/100            |
| Оценки критиков   |                   |
| Источник          | Оценка            |
| Allmusic          | [ 4 ]             |
| Exclaim!          | 8/10              |
| The Guardian      | [ 8 ]             |
| Pitchfork         | 8.2/10            |

Альбом получил положительные отзывы критиков: AllMusic, Exclaim!, The Guardian, Pitchfork. Один из рецензентов назвал альбом «разрушительно прекрасным», а другой описал его как «размышления о ценностях предков, единства и товарищества, движимые заразительно гипнотическими циклическими гитарными грувами, которые, словно ползучие мухи, вьются вокруг их поэтических образов».
Тимоти Монгер из AllMusic отметил, что «Десятилетия культурного перемещения, политические волнения и даже похищение людей не смогли угасить дух Tinariwen, долгожителей блюза пустыни Сахары из Северного Мали. За 30 лет своей карьеры и шесть альбомов туарегская группа сохранила глобальное присутствие и получила широкое признание критиков за свой особый звук, сочетающий традиции западноафриканского ассуфа с мощной многогитарной атакой. Записанный во Франции, Марокко и Калифорнии, Elwan — это работа тонкой силы, которая меньше полагается на атмосферное изящество своих предшественников и сосредотачивается на дистиллированном, отточенном двигателе ударных Tinariwen. В целом, продюсирование альбома стало более непосредственным, а аранжировки, в которых со вкусом участвуют такие рок-ориентированные гости, как Курт Вайл, Марк Ланеган, Ален Йоханнес и Мэтт Суини, по-прежнему остаются свободными и эффективными. Изгнанники, исследователи и искатели внутренней истины, Tinariwen снова выдают жизненно важный и увлекательный альбом».
AllMusic назвал Elwan одним из лучших альбомов 2017 года.

## Список композиций
| №   | Название                    | Автор(ы)                             | Длительность |
| --- | --------------------------- | ------------------------------------ | ------------ |
| 1.  | «Tiwàyyen»                  | Ibrahim Ag Alhabib / Eyadou Ag Leche | 3:45         |
| 2.  | «Sastanàqqàm»               | Abdallah Ag Alhousseyni              | 3:24         |
| 3.  | «Nizzagh Ijbal»             | Abdallah Ag Alhousseyni              | 3:39         |
| 4.  | «Hayati»                    | Ibrahim Ag Alhabib / Moulay El Wafi  | 3:23         |
| 5.  | «Ittus»                     | Hassan Ag Touhami                    | 3:45         |
| 6.  | «Ténéré Tàqqàl»             | Ibrahim Ag Alhabib                   | 4:25         |
| 7.  | «Imidiwàn n-àkall-in»       | Ibrahim Ag Alhabib                   | 3:33         |
| 8.  | «Talyat»                    | Ibrahim Ag Alhabib                   | 4:14         |
| 9.  | «Assàwt»                    | Abdallah Ag Alhousseyni              | 3:39         |
| 10. | «Arhegh ad annàgh»          | Ibrahim Ag Alhabib                   | 2:47         |
| 11. | «Nànnuflày»                 | Eyadou Ag Leche / Mark Lanegan       | 5:03         |
| 12. | «Fog Edaghàn (Intro Flute)» | Tinariwen                            | 1:26         |
| 13. | «Fog Edaghàn»               | Tinariwen                            | 3:07         |

Примечание: Треки 12—13 являются бонус-треками в некоторых изданиях альбома.

## Персонал
Вся информация взята из примечаний к альбому.
- Ибрагим Аг Альхабиб — лид-вокал и лид-гитара (треки 1, 4, 6, 7, 10, 11)
- Абдаллах Аг Альхусейни — ведущий вокал и ведущая гитара (треки 2, 3, 8, 9), бэк-вокал (все треки)
- Альхассан Аг Тухами — ведущий вокал и ведущая гитара (трек 5), бэк-вокал (все треки)
- Eyadou Ag Leche — бас (все треки), guembri (трек 7), гитара (треки 1, 6), бэк-вокал (все треки)
- Элага Аг Хамид — гитара (все треки), бэк-вокал (все треки)
- Саид Аг Айад — перкуссия (все треки), бэк-вокал (все треки)
- Амар Чауи — перкуссия (все треки)
- Iyad Moussa Ben Abderahmane — гитара (треки 1, 4, 8, 11), бэк-вокал (трек 4)
- Мина Валет Умар — you-yous (треки 1, 7)
- Абдул Вахаб Шайх, М’Барк Беллал, Мельгайнин Сифори — детский бэк-вокал (трек 2)
- Абделькадер Урзиг, Тахар Халди, Хичам Бухассе, Хайбалла Ахамук — бэк-вокал (трек 4)
- The Gangas de Tagounite — перкуссия (треки 3, 6, 7, 10)
- Курт Вайл — гитара (треки 1, 11)
- Мэтт Суини — гитара (треки 1, 8)
- Ален Йоханнес — гитара (трек 8)
- Марк Ланеган — вокал (трек 11)

## Чарты
| Чарт                                   | Высшая позиция |
| -------------------------------------- | -------------- |
| Бельгия/Фландрия (Ultratop)            | 31             |
| Бельгия/Валлония (Ultratop)            | 68             |
| Франция (SNEP)                         | 87             |
| Нидерланды (Album Top 100)             | 104            |
| США (Billboard Top Heatseekers Albums) | 10             |
| США (Billboard Independent Albums)     | 36             |